# Darko Janeš
Darko Janeš (Zagreb, 19. srpnja 1957.) hrvatski je kazališni, televizijski i filmski glumac.

## Filmografija

### Televizijske uloge
- "Pogrešan čovjek" kao Stipe (2018.)
- "Tada i sada - Hrvatska" kao skeč glumac #2 (2017.)
- "Dnevnik plavuše" kao Moranin tata (2011.)
- "Pod sretnom zvijezdom" kao Milić (2011.)
- "Tito" kao Aleksandar Ranković (2010.)
- "Dolina sunca" kao Skoko (2009. – 2010.)
- "Zakon!" kao Mićo (2009.)
- "Sve će biti dobro" kao poslovođa (2008. – 2009.)
- "Zakon ljubavi" kao Slavko Levaj (2008.)
- "Zauvijek susjedi" kao Jura Ferdić (2007. – 2008.)
- "Cimmer fraj" kao Budimir (2007.)
- "Ljubav u zaleđu" kao Vlado "Cuki" Cukić (2005. – 2006.)
- "Zabranjena ljubav" kao dr. Franić (2005.)
- "Naša kućica, naša slobodica" (1999.)
- "Malavizija" kao voditelj (1991. – 1996.)
- "Dvanaestorica žigosanih" (TV serija) kao poručnik Mueller (1988.)
- "Gabrijel" kao Novelin dečko (1984.)

### Filmske uloge
- "Brod u boci" kao Noin profesor povijesti (2020.)
- "Dopunska nastava" kao načelnik Gudelj (2019.)
- "Ufuraj se i pukni" (2019.)
- "Koko i duhovi" kao Kokov profesor matematike (2011.)
- "Neke druge priče" kao gost na partiju (2010.)
- "Ajmo žuti" kao Halapija (2001.)
- "Novogodišnja pljačka" kao policajac (1997.)
- "Sjećanja na ponoć" kao tamničar (1991.)
- "Papa mora umrijeti" kao stražar (1991.)
- "Born to Ride" (1991.)
- "Night of the Fox" (1990.)
- "Smrtonosno nebo" kao pobočnik (1990.)
- "Gavrilo Princip - Smrt školarca" (1990.)
- "Just another secret" (1989.)
- "Honor Bound" kao vojnik MLM (1988.)
- "Crveni i Crni" kao Mata (1985.)
- "Sustanar" (1982.)

### Sinkronizacija
- "Čovpas" kao Dida (2025.)
- "Malci 2: Kako je Gru postao Gru" (2022.)
- "Škola čarobnih životinja" (2022.)
- "Divlji Spirit" kao James Prescott (2021.)
- "Ratchet i Clank" kao najavljivač (2016.)
- "Auti" (2006.)

## Vanjske poveznice
- Darko Janeš u internetskoj bazi filmova IMDb-u (engl.)